# When the Night Comes
When the Night Comes is een nummer van de Britse zanger Joe Cocker uit 1989. Het is de eerste single van zijn twaalfde studioalbum One Night of Sin.
Hoewel "When the Night Comes" flopte in thuisland het Verenigd Koninkrijk met een 65e positie, was de ballad in de Amerikaanse Billboard Hot 100 een stuk succesvoller met een 11e positie. In de Nederlandse Top 40 bereikte het nummer een bescheiden 30e positie.